# Nagy-Britannia a 2022. évi téli olimpiai játékokon
Nagy-Britannia a kínai Pekingben megrendezett 2022. évi téli olimpiai játékok egyik részt vevő nemzete volt. Az országot az olimpián 11 sportágban 50 sportoló képviselte, akik összesen 2 érmet szereztek.

## Érmesek
| Érem  | Versenyző                                                           | Sportág | Versenyszám |
| ----- | ------------------------------------------------------------------- | ------- | ----------- |
| Arany | Jennifer Dodds Hailey Duff Eve Muirhead Mili Smith Vicky Wright     | Curling | Női         |
| Ezüst | Grant Hardie Bobby Lammie Hammy McMillan Jr. Bruce Mouat Ross Whyte | Curling | Férfi       |

## Alpesisí
Férfi
| Versenyző   | Versenyszám | 1. futam      | 1. futam      | 2. futam | 2. futam | Összesítés | Összesítés |
| Versenyző   | Versenyszám | Idő           | Hely.         | Idő      | Hely.    | Idő        | Helyezés   |
| ----------- | ----------- | ------------- | ------------- | -------- | -------- | ---------- | ---------- |
| Billy Major | Műlesiklás  | nem ért célba | nem ért célba | kiesett  | kiesett  | kiesett    | kiesett    |
| Dave Ryding | Műlesiklás  | 55,13         | 16.           | 50,44    | 7.       | 1:45,57    | 13.        |

Női
| Versenyző        | Versenyszám      | 1. futam      | 1. futam      | 2. futam | 2. futam | Összesítés | Összesítés |
| Versenyző        | Versenyszám      | Idő           | Hely.         | Idő      | Hely.    | Idő        | Helyezés   |
| ---------------- | ---------------- | ------------- | ------------- | -------- | -------- | ---------- | ---------- |
| Charlie Guest    | Műlesiklás       | 53,84         | 15.           | 54,12    | 28.      | 1:47,96    | 21.        |
| Alexandra Tilley | Műlesiklás       | nem ért célba | nem ért célba | kiesett  | kiesett  | kiesett    | kiesett    |
| Alexandra Tilley | Óriás-műlesiklás | 1:01,40       | 28.           | 59,42    | 22.      | 2:00,82    | 22.        |

## Bob
Férfi
| Versenyző                                            | Versenyszám | 1. futam | 1. futam | 2. futam | 2. futam | 3. futam | 3. futam | 4. futam | 4. futam | Összesítés | Összesítés |
| Versenyző                                            | Versenyszám | Idő      | Hely.    | Idő      | Hely.    | Idő      | Hely.    | Idő      | Hely.    | Idő        | Helyezés   |
| ---------------------------------------------------- | ----------- | -------- | -------- | -------- | -------- | -------- | -------- | -------- | -------- | ---------- | ---------- |
| Brad Hall* Nick Gleeson                              | Kettes      | 59,69    | 11.      | 1:00,05  | 13.      | 1:00,22  | 18.      | 59,96    | 7.       | 3:59,92    | 11.        |
| Brad Hall* Greg Cackett Taylor Lawrence Nick Gleeson | Négyes      | 58,60    | =5.      | 59,09    | 6.       | 58,65    | 6.       | 59,38    | 7.       | 3:55,72    | 6.         |
| Mica McNeill* Montell Douglas                        | Kettes      | 1:02,19  | 19.      | 1:02,35  | 18.      | 1:02,17  | 14.      | 1:02,14  | 13.      | 4:08,85    | 17.        |

* – a bob vezetője 

- Ben Simons és Adele Nicoll is elutazott tartaléknak

## Curling

### Férfi
- Bruce Mouat
- Grant Hardie
- Bobby Lammie
- Hammy McMillan Jr.
- 'Ross Whyte

Csoportkör
| Nemzet                                 | Skip            | Gy | V | Gy–V     | P+ | P- | Gy end | V end | Üres endek | Rabolt endek | Lökés % | DSC   |
| -------------------------------------- | --------------- | -- | - | -------- | -- | -- | ------ | ----- | ---------- | ------------ | ------- | ----- |
| Nagy-Britannia                         | Bruce Mouat     | 8  | 1 | –        | 63 | 44 | 39     | 31    | 5          | 10           | 88%     | 18,81 |
| Svédország                             | Niklas Edin     | 7  | 2 | –        | 64 | 44 | 43     | 30    | 10         | 11           | 86%     | 14,02 |
| Kanada                                 | Brad Gushue     | 5  | 4 | 1–0      | 58 | 50 | 34     | 38    | 7          | 7            | 84%     | 26,49 |
| Egyesült Államok                       | John Shuster    | 5  | 4 | 0–1      | 56 | 61 | 35     | 41    | 4          | 5            | 83%     | 32,29 |
| Kína                                   | Ma Xiuyue       | 4  | 5 | 2–1; 1–0 | 59 | 62 | 39     | 36    | 6          | 4            | 85%     | 23,55 |
| Norvégia                               | Steffen Walstad | 4  | 5 | 2–1; 0–1 | 58 | 53 | 40     | 36    | 0          | 11           | 84%     | 20,96 |
| Svájc                                  | Peter de Cruz   | 4  | 5 | 1–2; 1–0 | 51 | 54 | 33     | 38    | 13         | 3            | 84%     | 15,74 |
| Az Orosz Olimpiai Bizottság versenyzői | Szergej Gluhov  | 4  | 5 | 1–2; 0–1 | 58 | 58 | 33     | 38    | 6          | 6            | 81%     | 33,72 |
| Olaszország                            | Joël Retornaz   | 3  | 6 | –        | 59 | 65 | 36     | 35    | 3          | 8            | 82%     | 30,76 |
| Dánia                                  | Mikkel Krause   | 1  | 8 | –        | 36 | 71 | 30     | 39    | 3          | 2            | 78%     | 32,84 |

2. forduló, február 10., 14:05 (7:05)
| Sheet D                | 1 | 2 | 3 | 4 | 5 | 6 | 7 | 8 | 9 | 10 | VE |
| Nagy-Britannia (Mouat) | 0 | 1 | 0 | 2 | 0 | 0 | 2 | 1 | 0 | 1  | 7  |
| Olaszország (Retornaz) | 2 | 0 | 1 | 0 | 0 | 1 | 0 | 0 | 1 | 0  | 5  |

3. forduló, február 11., 9:05 (2:05)
| Sheet B                    | 1 | 2 | 3 | 4 | 5 | 6 | 7 | 8 | 9 | 10 | VE |
| Nagy-Britannia (Mouat)     | 0 | 0 | 2 | 0 | 2 | 2 | 0 | 1 | 0 | X  | 7  |
| Egyesült Államok (Shuster) | 0 | 2 | 0 | 3 | 0 | 0 | 2 | 0 | 2 | X  | 9  |

4. forduló, február 11., 20:05 (13:05)
| Sheet C                | 1 | 2 | 3 | 4 | 5 | 6 | 7 | 8 | 9 | 10 | VE |
| Nagy-Britannia (Mouat) | 1 | 0 | 2 | 2 | 0 | 3 | 0 | X | X | X  | 8  |
| Norvégia (Walstad)     | 0 | 1 | 0 | 0 | 1 | 0 | 1 | X | X | X  | 3  |

6. forduló, február 13., 9:05 (2:05)
| Sheet B                | 1 | 2 | 3 | 4 | 5 | 6 | 7 | 8 | 9 | 10 | VE |
| Kína (Ma)              | 1 | 0 | 0 | 2 | 0 | 0 | 0 | 0 | 1 | 2  | 6  |
| Nagy-Britannia (Mouat) | 0 | 4 | 0 | 0 | 0 | 0 | 0 | 3 | 0 | 0  | 7  |

7. forduló, február 13., 20:05 (13:05)
| Sheet A                | 1 | 2 | 3 | 4 | 5 | 6 | 7 | 8 | 9 | 10 | VE |
| Nagy-Britannia (Mouat) | 2 | 0 | 2 | 0 | 0 | 1 | 0 | 3 | X | X  | 8  |
| Dánia (Krause)         | 0 | 0 | 0 | 0 | 1 | 0 | 1 | 0 | X | X  | 2  |

8. forduló, február 14., 14:05 (7:05)
| Sheet D                | 1 | 2 | 3 | 4 | 5 | 6 | 7 | 8 | 9 | 10 | VE |
| Svájc (de Cruz)        | 0 | 0 | 1 | 0 | 1 | 1 | 0 | 0 | 2 | 0  | 5  |
| Nagy-Britannia (Mouat) | 0 | 1 | 0 | 2 | 0 | 0 | 1 | 1 | 0 | 1  | 6  |

10. forduló, február 15., 20:05 (13:05)
| Sheet A                | 1 | 2 | 3 | 4 | 5 | 6 | 7 | 8 | 9 | 10 | VE |
| Svédország (Edin)      | 0 | 0 | 1 | 0 | 1 | 0 | 1 | 0 | 2 | 1  | 6  |
| Nagy-Britannia (Mouat) | 1 | 2 | 0 | 1 | 0 | 1 | 0 | 2 | 0 | 0  | 7  |

11. forduló, február 16., 14:05 (7:05)
| Sheet B                                         | 1 | 2 | 3 | 4 | 5 | 6 | 7 | 8 | 9 | 10 | VE |
| Nagy-Britannia (Mouat)                          | 3 | 0 | 1 | 1 | 0 | 1 | 0 | 1 | 0 | 1  | 8  |
| Az Orosz Olimpiai Bizottság versenyzői (Gluhov) | 0 | 1 | 0 | 0 | 1 | 0 | 2 | 0 | 2 | 0  | 6  |

12. forduló, február 17., 9:05 (2:05)
| Sheet C                | 1 | 2 | 3 | 4 | 5 | 6 | 7 | 8 | 9 | 10 | VE |
| Kanada (Gushue)        | 0 | 2 | 0 | 0 | 0 | 0 | 0 | 0 | X | X  | 2  |
| Nagy-Britannia (Mouat) | 2 | 0 | 0 | 1 | 0 | 1 | 0 | 1 | X | X  | 5  |

Elődöntő, február 17., 20:05 (13:05)
| Sheet C                    | 1 | 2 | 3 | 4 | 5 | 6 | 7 | 8 | 9 | 10 | VE |
| Nagy-Britannia (Mouat)     | 0 | 0 | 3 | 0 | 2 | 0 | 0 | 0 | 1 | 2  | 8  |
| Egyesült Államok (Shuster) | 0 | 2 | 0 | 2 | 0 | 0 | 0 | 0 | 0 | 0  | 4  |

Döntő, február 19., 14:50 (7:50)
| Sheet B                | 1 | 2 | 3 | 4 | 5 | 6 | 7 | 8 | 9 | 10 | 11 | VE |
| Nagy-Britannia (Mouat) | 1 | 0 | 0 | 1 | 0 | 0 | 1 | 0 | 0 | 1  | 0  | 4  |
| Svédország (Edin)      | 0 | 2 | 1 | 0 | 0 | 0 | 0 | 1 | 0 | 0  | 1  | 5  |

| Csapat         | Helyezés                 |
| -------------- | ------------------------ |
| Nagy-Britannia | 2. helyezett, ezüstérmes |

### Női
- Eve Muirhead
- Vicky Wright
- Jennifer Dodds
- Hailey Duff
- Mili Smith

Csoportkör
| Nemzet                                 | Skip              | Gy | V | Gy–V | P+ | P- | Gy end | V end | Üres endek | Rabolt endek | Lökés % | DSC   |
| -------------------------------------- | ----------------- | -- | - | ---- | -- | -- | ------ | ----- | ---------- | ------------ | ------- | ----- |
| Svájc                                  | Silvana Tirinzoni | 8  | 1 | –    | 67 | 46 | 44     | 36    | 4          | 12           | 81,6%   | 19,14 |
| Svédország                             | Anna Hasselborg   | 7  | 2 | –    | 64 | 49 | 39     | 35    | 6          | 12           | 82,0%   | 25,02 |
| Nagy-Britannia                         | Eve Muirhead      | 5  | 4 | 1–1  | 63 | 47 | 39     | 33    | 4          | 9            | 80,6%   | 35,27 |
| Japán                                  | Satsuki Fujisawa  | 5  | 4 | 1–1  | 64 | 62 | 40     | 36    | 2          | 13           | 82,3%   | 36,00 |
| Kanada                                 | Jennifer Jones    | 5  | 4 | 1–1  | 71 | 59 | 42     | 41    | 1          | 14           | 80,4%   | 45,44 |
| Egyesült Államok                       | Tabitha Peterson  | 4  | 5 | 2–0  | 60 | 64 | 40     | 39    | 2          | 12           | 79,5%   | 33,87 |
| Kína                                   | Han Yu            | 4  | 5 | 1–1  | 56 | 67 | 38     | 41    | 3          | 10           | 79,6%   | 30,06 |
| Dél-Korea                              | Kim Eun-jung      | 4  | 5 | 0–2  | 62 | 66 | 40     | 42    | 3          | 10           | 80,8%   | 27,79 |
| Dánia                                  | Madeleine Dupont  | 2  | 7 | –    | 50 | 68 | 33     | 41    | 7          | 0            | 77,2%   | 23,36 |
| Az Orosz Olimpiai Bizottság versenyzői | Alina Kovaljova   | 1  | 8 | –    | 50 | 79 | 34     | 45    | 2          | 7            | 78,9%   | 29,34 |

1. forduló, február 10., 9:05 (2:05)
| Sheet A                   | 1 | 2 | 3 | 4 | 5 | 6 | 7 | 8 | 9 | 10 | 11 | VE |
| Nagy-Britannia (Muirhead) | 0 | 0 | 1 | 0 | 0 | 2 | 1 | 0 | 1 | 0  | 0  | 5  |
| Svájc (Tirinzoni)         | 0 | 1 | 0 | 1 | 0 | 0 | 0 | 2 | 0 | 1  | 1  | 6  |

2. forduló, február 10., 20:05 (13:05)
| Sheet B                   | 1 | 2 | 3 | 4 | 5 | 6 | 7 | 8 | 9 | 10 | VE |
| Svédország (Hasselborg)   | 0 | 0 | 1 | 0 | 0 | 1 | 0 | X | X | X  | 2  |
| Nagy-Britannia (Muirhead) | 0 | 1 | 0 | 4 | 1 | 0 | 2 | X | X | X  | 8  |

3. forduló, február 11., 14:05 (7:05)
| Sheet D                   | 1 | 2 | 3 | 4 | 5 | 6 | 7 | 8 | 9 | 10 | VE |
| Dél-Korea (Kim)           | 0 | 0 | 2 | 1 | 0 | 2 | 0 | 0 | 4 | 0  | 9  |
| Nagy-Britannia (Muirhead) | 0 | 1 | 0 | 0 | 2 | 0 | 1 | 2 | 0 | 1  | 7  |

5. forduló, február 12., 20:05 (13:05)
| Sheet C                     | 1 | 2 | 3 | 4 | 5 | 6 | 7 | 8 | 9 | 10 | VE |
| Nagy-Britannia (Muirhead)   | 2 | 2 | 0 | 0 | 1 | 0 | 2 | 0 | 3 | X  | 10 |
| Egyesült Államok (Peterson) | 0 | 0 | 0 | 2 | 0 | 2 | 0 | 1 | 0 | X  | 5  |

6. forduló, február 13., 14:05 (7:05)
| Sheet A                   | 1 | 2 | 3 | 4 | 5 | 6 | 7 | 8 | 9 | 10 | VE |
| Dánia (Dupont)            | 0 | 0 | 1 | 0 | 0 | 1 | 0 | 0 | 0 | X  | 2  |
| Nagy-Britannia (Muirhead) | 2 | 0 | 0 | 0 | 1 | 0 | 0 | 1 | 3 | X  | 7  |

8. forduló, február 14., 20:05 (13:05)
| Sheet B                   | 1 | 2 | 3 | 4 | 5 | 6 | 7 | 8 | 9 | 10 | VE |
| Nagy-Britannia (Muirhead) | 0 | 0 | 1 | 0 | 0 | 1 | 0 | 1 | 0 | 0  | 3  |
| Kanada (Jones)            | 1 | 0 | 0 | 0 | 3 | 0 | 1 | 0 | 1 | 1  | 7  |

9. forduló, február 15., 14:05 (7:05)
| Sheet D                   | 1 | 2 | 3 | 4 | 5 | 6 | 7 | 8 | 9 | 10 | VE |
| Nagy-Britannia (Muirhead) | 3 | 0 | 3 | 0 | 1 | 0 | 1 | 2 | X | X  | 10 |
| Japán (Fudzsiszava)       | 0 | 1 | 0 | 2 | 0 | 1 | 0 | 0 | X | X  | 4  |

10. forduló, február 16., 9:05 (2:05)
| Sheet C                   | 1 | 2 | 3 | 4 | 5 | 6 | 7 | 8 | 9 | 10 | VE |
| Kína (Han)                | 0 | 0 | 1 | 0 | 1 | 0 | 2 | 0 | 3 | 1  | 8  |
| Nagy-Britannia (Muirhead) | 1 | 0 | 0 | 1 | 0 | 1 | 0 | 1 | 0 | 0  | 4  |

12. forduló, február 17., 14:05 (7:05)
| Sheet B                                            | 1 | 2 | 3 | 4 | 5 | 6 | 7 | 8 | 9 | 10 | VE |
| Az Orosz Olimpiai Bizottság versenyzői (Kovaljova) | 0 | 1 | 0 | 1 | 0 | 0 | 1 | 1 | 0 | X  | 4  |
| Nagy-Britannia (Muirhead)                          | 2 | 0 | 1 | 0 | 1 | 1 | 0 | 0 | 4 | X  | 9  |

Elődöntő, február 18., 20:05 (13:05)
| Sheet A                   | 1 | 2 | 3 | 4 | 5 | 6 | 7 | 8 | 9 | 10 | 11 | VE |
| Svédország (Hasselborg)   | 4 | 0 | 1 | 0 | 0 | 2 | 0 | 1 | 0 | 3  | 0  | 11 |
| Nagy-Britannia (Muirhead) | 0 | 3 | 0 | 1 | 1 | 0 | 2 | 0 | 4 | 0  | 1  | 12 |

Döntő, február 20., 9:05 (2:05)
| Sheet B                   | 1 | 2 | 3 | 4 | 5 | 6 | 7 | 8 | 9 | 10 | VE |
| Japán (Fudzsiszava)       | 0 | 1 | 0 | 0 | 0 | 1 | 0 | 1 | 0 | X  | 3  |
| Nagy-Britannia (Muirhead) | 2 | 0 | 0 | 1 | 1 | 0 | 4 | 0 | 2 | X  | 10 |

| Csapat         | Helyezés                 |
| -------------- | ------------------------ |
| Nagy-Britannia | 1. helyezett, aranyérmes |

### Vegyes páros
Csoportkör
- Jennifer Dodds
- Bruce Mouat

| Nemzet                 | Név                                   | Gy | V | Gy–V | P+ | P- | Gy end | V end | Üres endek | Rabolt endek | Lökés % | DSC   |
| ---------------------- | ------------------------------------- | -- | - | ---- | -- | -- | ------ | ----- | ---------- | ------------ | ------- | ----- |
| Olaszország (ITA)      | Stefania Constantini / Amos Mosaner   | 9  | 0 | –    | 79 | 48 | 43     | 28    | 0          | 17           | 79%     | 25,34 |
| Norvégia (NOR)         | Kristin Skaslien / Magnus Nedregotten | 6  | 3 | 1–0  | 68 | 50 | 40     | 28    | 0          | 15           | 82%     | 24,48 |
| Nagy-Britannia (GBR)   | Jennifer Dodds / Bruce Mouat          | 6  | 3 | 0–1  | 60 | 50 | 38     | 33    | 0          | 12           | 79%     | 22,48 |
| Svédország (SWE)       | Almida de Val / Oskar Eriksson        | 5  | 4 | 1–0  | 55 | 54 | 35     | 33    | 0          | 10           | 76%     | 21,77 |
| Kanada (CAN)           | Rachel Homan / John Morris            | 5  | 4 | 0–1  | 57 | 54 | 33     | 39    | 0          | 8            | 78%     | 53,73 |
| Csehország (CZE)       | Zuzana Paulová / Tomáš Paul           | 4  | 5 | –    | 50 | 65 | 29     | 39    | 1          | 7            | 75%     | 33,41 |
| Svájc (SUI)            | Jenny Perret / Martin Rios            | 3  | 6 | 1–0  | 55 | 58 | 32     | 39    | 0          | 6            | 73%     | 39,04 |
| Egyesült Államok (USA) | Vicky Persinger / Chris Plys          | 3  | 6 | 0–1  | 50 | 67 | 34     | 36    | 0          | 9            | 74%     | 27,29 |
| Kína (CHN)             | Fan Suyuan / Ling Zhi                 | 2  | 7 | 1–0  | 51 | 64 | 34     | 36    | 0          | 7            | 74%     | 17,81 |
| Ausztrália (AUS)       | Tahli Gill / Dean Hewitt              | 2  | 7 | 0–1  | 52 | 67 | 31     | 38    | 1          | 8            | 72%     | 50,51 |

1. forduló, február 2., 20:05 (13:05)
| Sheet A            | Sheet A                        | 1 | 2 | 3 | 4 | 5 | 6 | 7 | 8 | VE |
|                    | Svédország (de Val / Eriksson) | 0 | 2 | 0 | 1 | 2 | 0 | 0 | 0 | 5  |
| 1. end utolsó köve | Nagy-Britannia (Dodds / Mouat) | 1 | 0 | 3 | 0 | 0 | 1 | 3 | 1 | 9  |

2. forduló, február 3., 9:05 (2:05)
| Sheet D            | Sheet D                        | 1 | 2 | 3 | 4 | 5 | 6 | 7 | 8 | VE |
|                    | Nagy-Britannia (Dodds / Mouat) | 0 | 1 | 1 | 0 | 1 | 0 | 2 | 1 | 6  |
| 1. end utolsó köve | Kanada (Homan / Morris)        | 1 | 0 | 0 | 1 | 0 | 2 | 0 | 0 | 4  |

4. forduló, február 3., 20:05 (13:05)
| Sheet B            | Sheet B                        | 1 | 2 | 3 | 4 | 5 | 6 | 7 | 8 | VE |
|                    | Svájc (Perret / Rios)          | 0 | 3 | 0 | 3 | 0 | 1 | 0 | 1 | 8  |
| 1. end utolsó köve | Nagy-Britannia (Dodds / Mouat) | 1 | 0 | 2 | 0 | 1 | 0 | 3 | 0 | 7  |

6. forduló, február 4., 13:35 (6:35)
| Sheet C            | Sheet C                        | 1 | 2 | 3 | 4 | 5 | 6 | 7 | 8 | 9 | VE |
| 1. end utolsó köve | Nagy-Britannia (Dodds / Mouat) | 2 | 1 | 0 | 3 | 0 | 0 | 2 | 0 | 1 | 9  |
|                    | Ausztrália (Gill / Hewitt)     | 0 | 0 | 1 | 0 | 3 | 2 | 0 | 2 | 0 | 8  |

8. forduló, február 5., 14:05 (7:05)
| Sheet B            | Sheet B                        | 1 | 2 | 3 | 4 | 5 | 6 | 7 | 8 | VE |
| 1. end utolsó köve | Csehország (Paulová / Paul)    | 1 | 0 | 0 | 1 | 0 | 1 | 0 | X | 3  |
|                    | Nagy-Britannia (Dodds / Mouat) | 0 | 2 | 3 | 0 | 1 | 0 | 2 | X | 8  |

9. forduló, február 5., 20:05 (13:05)
| Sheet A            | Sheet A                             | 1 | 2 | 3 | 4 | 5 | 6 | 7 | 8 | VE |
|                    | Nagy-Britannia (Dodds / Mouat)      | 0 | 1 | 1 | 0 | 0 | 2 | 0 | 1 | 5  |
| 1. end utolsó köve | Olaszország (Constantini / Mosaner) | 1 | 0 | 0 | 2 | 1 | 0 | 3 | 0 | 7  |

10. forduló, február 6., 9:05 (2:05)
| Sheet B            | Sheet B                        | 1 | 2 | 3 | 4 | 5 | 6 | 7 | 8 | VE |
|                    | Nagy-Britannia (Dodds / Mouat) | 1 | 0 | 0 | 0 | 3 | 1 | 0 | 1 | 6  |
| 1. end utolsó köve | Kína (Fan / Ling)              | 0 | 2 | 1 | 1 | 0 | 0 | 1 | 0 | 5  |

12. forduló, február 6., 20:05 (13:05)
| Sheet D            | Sheet D                           | 1 | 2 | 3 | 4 | 5 | 6 | 7 | 8 | VE |
|                    | Norvégia (Skaslien / Nedregotten) | 1 | 1 | 0 | 1 | 1 | 0 | 2 | X | 6  |
| 1. end utolsó köve | Nagy-Britannia (Dodds / Mouat)    | 0 | 0 | 1 | 0 | 0 | 1 | 0 | X | 2  |

13. forduló, február 7., 9:05 (2:05)
| Sheet C            | Sheet C                             | 1 | 2 | 3 | 4 | 5 | 6 | 7 | 8 | VE |
| 1. end utolsó köve | Egyesült Államok (Persinger / Plys) | 0 | 1 | 0 | 0 | 2 | 1 | 0 | 0 | 4  |
|                    | Nagy-Britannia (Dodds / Mouat)      | 3 | 0 | 1 | 1 | 0 | 0 | 1 | 2 | 8  |

Elődöntő, február 7., 20:05 (13:05)
| Sheet A            | Sheet A                           | 1 | 2 | 3 | 4 | 5 | 6 | 7 | 8 | VE |
| 1. end utolsó köve | Norvégia (Skaslien / Nedregotten) | 0 | 1 | 0 | 1 | 0 | 3 | 0 | 1 | 6  |
|                    | Nagy-Britannia (Dodds / Mouat)    | 1 | 0 | 2 | 0 | 1 | 0 | 1 | 0 | 5  |

Bronzmérkőzés, február 8., 14:05 (7:05)
| Sheet B            | Sheet B                        | 1 | 2 | 3 | 4 | 5 | 6 | 7 | 8 | VE |
|                    | Svédország (de Val / Eriksson) | 0 | 4 | 3 | 1 | 1 | 0 | X | X | 9  |
| 1. end utolsó köve | Nagy-Britannia (Dodds / Mouat) | 1 | 0 | 0 | 0 | 0 | 2 | X | X | 3  |

| Csapat         | Helyezés |
| -------------- | -------- |
| Nagy-Britannia | 4.       |

## Gyorskorcsolya
Férfi
| Versenyző         | Versenyszám | Eredmény | Helyezés |
| ----------------- | ----------- | -------- | -------- |
| Cornelius Kersten | 500 m       | 35,36    | 25.      |
| Cornelius Kersten | 1000 m      | 1:08,79  | 9.       |
| Cornelius Kersten | 1500 m      | 1:47,11  | 19.      |

Női
| Versenyző     | Versenyszám | Eredmény | Helyezés |
| ------------- | ----------- | -------- | -------- |
| Ellia Smeding | 1000 m      | 1:17,17  | 23.      |
| Ellia Smeding | 1500 m      | 2:01,09  | 27.      |

## Műkorcsolya
| Versenyző               | Versenyszám | Rövid program | Rövid program | Kűr     | Kűr     | Összesítés | Összesítés |
| Versenyző               | Versenyszám | Pont          | Hely.         | Pont    | Hely.   | Pont       | Helyezés   |
| ----------------------- | ----------- | ------------- | ------------- | ------- | ------- | ---------- | ---------- |
| Natasha McKay           | Női egyéni  | 52,54         | 28.           | kiesett | kiesett | kiesett    | kiesett    |
| Lilah Fear Lewis Gibson | Jégtánc     | 76,45         | 10.           | 115,19  | 9.      | 191,64     | 10.        |

## Rövidpályás gyorskorcsolya
Férfi
| Versenyző      | Versenyszám | Előfutam | Előfutam | Negyeddöntő | Negyeddöntő | Elődöntő | Elődöntő | B döntő | B döntő | Döntő    | Döntő   | Helyezés |
| Versenyző      | Versenyszám | Idő      | Hely.    | Idő         | Hely.       | Idő      | Hely.    | Idő     | Hely.   | Idő      | Hely.   | Helyezés |
| -------------- | ----------- | -------- | -------- | ----------- | ----------- | -------- | -------- | ------- | ------- | -------- | ------- | -------- |
| Farrell Treacy | 1000 m      | 1:24,935 | 4.       | kiesett     | kiesett     | kiesett  | kiesett  | kiesett | kiesett | kiesett  | kiesett | 25.      |
| Farrell Treacy | 1500 m      |          |          | 2:16,880    | 3.          | 2:13,75  | 5. ADVA  |         |         | 2:11,988 | 9.      | 9.       |
| Niall Treacy   | 1000 m      | 1:32,243 | 4.       | kiesett     | kiesett     | kiesett  | kiesett  | kiesett | kiesett | kiesett  | kiesett | 27.      |

Női
| Versenyző       | Versenyszám | Előfutam | Előfutam | Negyeddöntő | Negyeddöntő | Elődöntő | Elődöntő | B döntő | B döntő | Döntő   | Döntő   | Helyezés |
| Versenyző       | Versenyszám | Idő      | Hely.    | Idő         | Hely.       | Idő      | Hely.    | Idő     | Hely.   | Idő     | Hely.   | Helyezés |
| --------------- | ----------- | -------- | -------- | ----------- | ----------- | -------- | -------- | ------- | ------- | ------- | ------- | -------- |
| Kathryn Thomson | 500 m       | 1:06,954 | 4.       | kiesett     | kiesett     | kiesett  | kiesett  | kiesett | kiesett | kiesett | kiesett | 31.      |
| Kathryn Thomson | 1000 m      | 1:30,037 | 4.       | kiesett     | kiesett     | kiesett  | kiesett  | kiesett | kiesett | kiesett | kiesett | 28.      |

## Síakrobatika
Ugrás
| Versenyző     | Versenyszám | Selejtező  | Selejtező  | Selejtező  | Selejtező     | Selejtező  | Döntő      | Döntő      | Döntő         | Döntő      | Döntő      | Helyezés |
| Versenyző     | Versenyszám | 1. forduló | 1. forduló | 2. forduló | 2. forduló    | 2. forduló | 1. forduló | 1. forduló | 1. forduló    | 1. forduló | 2. forduló | Helyezés |
| Versenyző     | Versenyszám | Pont       | Hely.      | Pont       | Jobb eredmény | Hely.      | 1. ugrás   | 2.ugrás    | Jobb eredmény | Hely.      | Pont       | Helyezés |
| ------------- | ----------- | ---------- | ---------- | ---------- | ------------- | ---------- | ---------- | ---------- | ------------- | ---------- | ---------- | -------- |
| Lloyd Wallace | Férfi       | 108,41     | 17.        | 71,94      | 108,41        | 15.        | kiesett    | kiesett    | kiesett       | kiesett    | kiesett    | 21.      |

Akrobatika
Férfi
| Versenyző     | Versenyszám | Selejtező  | Selejtező  | Selejtező  | Selejtező     | Selejtező  | Döntő    | Döntő    | Döntő    | Döntő         | Döntő    |
| Versenyző     | Versenyszám | 1. futam   | 2. futam   | 3. futam   | Jobb eredmény | Hely.      | 1. futam | 2. futam | 3. futam | Jobb eredmény | Helyezés |
| ------------- | ----------- | ---------- | ---------- | ---------- | ------------- | ---------- | -------- | -------- | -------- | ------------- | -------- |
| James Woods   | Big air     | 27,50      | 26,50      | 32,25      | 59,75         | 30.        | kiesett  | kiesett  | kiesett  | kiesett       | kiesett  |
| James Woods   | Slopestyle  | nem indult | nem indult | nem indult | nem indult    | nem indult | kiesett  | kiesett  | kiesett  | kiesett       | kiesett  |
| Gus Kenworthy | Félcső      | 8,50       | 70,75      |            | 70,75         | 12.        | 17,50    | 3,75     | 71,25    | 71,25         | 8.       |

Női
| Versenyző         | Versenyszám | Selejtező | Selejtező | Selejtező | Selejtező     | Selejtező | Döntő    | Döntő    | Döntő    | Döntő         | Döntő    |
| Versenyző         | Versenyszám | 1. futam  | 2. futam  | 3. futam  | Jobb eredmény | Hely.     | 1. futam | 2. futam | 3. futam | Jobb eredmény | Helyezés |
| ----------------- | ----------- | --------- | --------- | --------- | ------------- | --------- | -------- | -------- | -------- | ------------- | -------- |
| Kirsty Muir       | Big air     | 89,25     | 67,00     | 68,25     | 157,50        | 7.        | 90,25    | 75,75    | 15,50    | 169,00        | 5.       |
| Kirsty Muir       | Slopestyle  | 70,11     | 63,91     |           | 70,11         | 6.        | 41,86    | 71,30    | 69,21    | 71,30         | 8.       |
| Katie Summerhayes | Big air     | 63,75     | 69,25     | 67,25     | 136,50        | 13.       | kiesett  | kiesett  | kiesett  | kiesett       | kiesett  |
| Katie Summerhayes | Slopestyle  | 66,56     | 59,11     |           | 66,56         | 10.       | 60,01    | 64,75    | 23,31    | 64,75         | 9.       |
| Zoe Atkin         | Félcső      | 85,25     | 86,75     |           | 86,75         | 4.        | 18,75    | 10,75    | 73,25    | 73,25         | 9.       |

Mogul
| Versenyző                | Versenyszám | Selejtező     | Selejtező     | Selejtező     | Selejtező     | Selejtező  | Selejtező  | Selejtező  | Selejtező  | Döntő      | Döntő      | Döntő      | Döntő      | Döntő      | Döntő      | Döntő      | Döntő      | Döntő      | Döntő      | Döntő      | Helyezés |
| Versenyző                | Versenyszám | 1. forduló    | 1. forduló    | 1. forduló    | 1. forduló    | 2. forduló | 2. forduló | 2. forduló | 2. forduló | 1. forduló | 1. forduló | 1. forduló | 1. forduló | 2. forduló | 2. forduló | 2. forduló | 2. forduló | 3. forduló | 3. forduló | 3. forduló | Helyezés |
| Versenyző                | Versenyszám | Idő           | Pont          | Össz.         | Hely.         | Idő        | Pont       | Össz.      | Hely.      | Idő        | Pont       | Össz.      | Hely.      | Idő        | Pont       | Össz.      | Hely.      | Idő        | Pont       | Össz.      | Helyezés |
| ------------------------ | ----------- | ------------- | ------------- | ------------- | ------------- | ---------- | ---------- | ---------- | ---------- | ---------- | ---------- | ---------- | ---------- | ---------- | ---------- | ---------- | ---------- | ---------- | ---------- | ---------- | -------- |
| Will Feneley             | Férfi       | 26,69         | 57,43         | 70,23         | 23.           | 26,45      | 54,42      | 67,54      | 17.        | kiesett    | kiesett    | kiesett    | kiesett    | kiesett    | kiesett    | kiesett    | kiesett    | kiesett    | kiesett    | kiesett    | 27.      |
| Leonie Gerken Schofield  | Női         | nem ért célba | nem ért célba | nem ért célba | nem ért célba | 31,50      | 49,56      | 62,06      | 17.        | kiesett    | kiesett    | kiesett    | kiesett    | kiesett    | kiesett    | kiesett    | kiesett    | kiesett    | kiesett    | kiesett    | 27.      |
| Makayla Gerken Schofield | Női         | 29,13         | 55,01         | 70,18         | 12.           | 29,31      | 52,99      | 67,96      | 7.         | 28,76      | 58,40      | 73,99      | 9.         | 28,59      | 57,26      | 73,04      | 8.         | kiesett    | kiesett    | kiesett    | 8.       |

Síkrossz
| Versenyző     | Versenyszám | Selejtező | Selejtező | Nyolcaddöntő | Negyeddöntő | Elődöntő | Döntő    | Helyezés |
| Versenyző     | Versenyszám | Idő       | Hely.     | Helyezés     | Helyezés    | Helyezés | Helyezés | Helyezés |
| ------------- | ----------- | --------- | --------- | ------------ | ----------- | -------- | -------- | -------- |
| Oliver Davies | Férfi       | 1:14,84   | 31.       | 4.           | kiesett     | kiesett  | kiesett  | 31.      |

## Sífutás
Távolsági
Férfi
| Versenyző       | Versenyszám | Klasszikus | Klasszikus | Szabad  | Szabad | Összesen  | Összesen |
| Versenyző       | Versenyszám | Idő        | Hely.      | Idő     | Hely.  | Idő       | Helyezés |
| --------------- | ----------- | ---------- | ---------- | ------- | ------ | --------- | -------- |
| Andrew Musgrave | 15 km       |            |            |         |        | 41:44,7   | 46.      |
| Andrew Musgrave | 30 km       | 41:16,8    | 18.        | 38:57,4 | 18.    | 1:20:46,9 | 17.      |
| Andrew Musgrave | 50 km       |            |            |         |        | 1:13:29,3 | 12.      |
| Andrew Young    | 15 km       |            |            |         |        | 42:24,0   | 51.      |

Sprint
| Versenyző                  | Versenyszám         | Selejtező | Selejtező | Negyeddöntő | Negyeddöntő | Elődöntő | Elődöntő | Döntő   | Helyezés |
| Versenyző                  | Versenyszám         | Idő       | Hely.     | Idő         | Hely.       | Idő      | Hely.    | Idő     | Helyezés |
| -------------------------- | ------------------- | --------- | --------- | ----------- | ----------- | -------- | -------- | ------- | -------- |
| James Clugnet              | Férfi egyéni sprint | 2:56,72   | 40.       | kiesett     | kiesett     | kiesett  | kiesett  | kiesett | 40.      |
| Andrew Young               | Férfi egyéni sprint | 2:55,60   | 36.       | kiesett     | kiesett     | kiesett  | kiesett  | kiesett | 36.      |
| James Clugnet Andrew Young | Férfi csapatsprint  |           |           |             |             | 21:15,27 | 10.      | kiesett | 20.      |

## Snowboard
Akrobatika
Női
| Versenyző     | Versenyszám | Selejtező | Selejtező | Selejtező | Selejtező     | Selejtező | Döntő    | Döntő    | Döntő    | Döntő         | Helyezés |
| Versenyző     | Versenyszám | 1. futam  | 2. futam  | 3. futam  | Jobb eredmény | Hely.     | 1. futam | 2. futam | 3. futam | Jobb eredmény | Helyezés |
| ------------- | ----------- | --------- | --------- | --------- | ------------- | --------- | -------- | -------- | -------- | ------------- | -------- |
| Katie Ormerod | Big air     | 14,75     | 60,25     | 9,50      | 69,75         | 25.       | kiesett  | kiesett  | kiesett  | kiesett       | 25.      |
| Katie Ormerod | Slopestyle  | 47,38     | 44,01     |           | 47,38         | 19.       | kiesett  | kiesett  | kiesett  | kiesett       | 19.      |

Snowboard cross
| Versenyző                        | Versenyszám | Rangsorolás | Rangsorolás | Nyolcaddöntő | Negyeddöntő | Elődöntő | Döntő       | Helyezés |
| Versenyző                        | Versenyszám | Idő         | Hely.       | Helyezés     | Helyezés    | Helyezés | Helyezés    | Helyezés |
| -------------------------------- | ----------- | ----------- | ----------- | ------------ | ----------- | -------- | ----------- | -------- |
| Huw Nightingale                  | Férfi       | 1:20,72     | 29.         | 4.           | kiesett     | kiesett  | kiesett     | 30.      |
| Charlotte Bankes                 | Női         | 1:22,72     | 2.          | 1.           | 3.          | kiesett  | kiesett     | 9.       |
| Charlotte Bankes Huw Nightingale | Vegyes      |             |             |              | 1.          | 3.       | Kisdöntő 2. | 6.       |

## Szánkó
| Versenyző         | Versenyszám | 1. futam | 1. futam | 2. futam | 2. futam | 3. futam | 3. futam | 4. futam | 4. futam | Összesítés | Összesítés |
| Versenyző         | Versenyszám | Idő      | Hely.    | Idő      | Hely.    | Idő      | Hely.    | Idő      | Hely.    | Idő        | Helyezés   |
| ----------------- | ----------- | -------- | -------- | -------- | -------- | -------- | -------- | -------- | -------- | ---------- | ---------- |
| Rupert Staudinger | Férfi egyes | 58,731   | 22.      | 58,960   | 22.      | 58,622   | 22.      | kiesett  | kiesett  | 2:56,313   | 23.        |

## Szkeleton
| Versenyző      | Versenyszám | 1. futam | 1. futam | 2. futam | 2. futam | 3. futam | 3. futam | 4. futam | 4. futam | Összesítés | Összesítés |
| Versenyző      | Versenyszám | Idő      | Hely.    | Idő      | Hely.    | Idő      | Hely.    | Idő      | Hely.    | Idő        | Helyezés   |
| -------------- | ----------- | -------- | -------- | -------- | -------- | -------- | -------- | -------- | -------- | ---------- | ---------- |
| Matt Weston    | Férfi       | 1:01,34  | 14.      | 1:01,15  | 12.      | 1:01,12  | 14.      | 1:01,63  | 20.      | 4:05,24    | 15.        |
| Marcus Wyatt   | Férfi       | 1:01,56  | 16.      | 1:01,72  | 18.      | 1:01,28  | 16.      | 1:01,35  | 15.      | 4:05,91    | 16.        |
| Brogan Crowley | Női         | 1:03,32  | 23.      | 1:03,23  | 21.      | 1:02,82  | 21.      | kiesett  | kiesett  | 3:09,37    | 22.        |
| Laura Deas     | Női         | 1:02,99  | 21.      | 1:03,15  | 19.      | 1:02,71  | 19.      | 1:02,70  | 16.      | 4:11,55    | 19.        |